# Johan ter Haar
Johan Willem (Johan) ter Haar (Hengelo, 21 mei 1951) is een voormalige Nederlandse roeier. Hij vertegenwoordigde Nederland op verschillende grote internationale wedstrijden. Zo nam hij eenmaal deel aan de Olympische Spelen, maar won bij die gelegenheid geen medailles.
In 1972 maakte Ter Haar op 21-jarige leeftijd zijn olympisch debuut. Op de Olympische Spelen van 1972 in München nam hij deel aan het onderdeel vier met stuurman. De Nederlandse boot werd in de eliminaties derde (6.53,30), in de halve finale vierde (7.23,66) en moest zodoende genoegen nemen met een plek in de kleine finale. In deze finale werd de Nederlands roeiploeg derde en eindigde hiermee op een zevende plaats overall.
Hij studeerde aan de TH Delft en was lid van de Delftsche Studenten RoeiVereeniging LAGA. Later werd hij werkzaam als ingenieur.

## Palmares

### roeien (vier met stuurman)
- 1972: 7e OS - 7.05,83

Wim Grothuis · 
Evert Kroes · 
Jan-Willem van Woudenberg · 
Johan ter Haar · 
Kees de Korver (stuurman)